# Eucanippe
Eucanippe is een spinnengeslacht uit de familie van de valdeurspinnen (Idiopidae).

## Soorten
- Eucanippe absita Rix, Main, Raven & Harvey, 2018
- Eucanippe agastachys Rix, Main, Raven & Harvey, 2018
- Eucanippe bifida Rix, Main, Raven & Harvey, 2017
- Eucanippe eucla Rix, Main, Raven & Harvey, 2018
- Eucanippe mallee Rix, Main, Raven & Harvey, 2018
- Eucanippe mouldsi Rix, Main, Raven & Harvey, 2018
- Eucanippe nemestrina Rix, Main, Raven & Harvey, 2018